# Um Filme Falado
Um Filme Falado (2003) é um filme português de Manoel de Oliveira que, pelo título e pela forma, explicitamente ilustra a assumida teatralidade do seu modo de fazer cinema.
O modo teatral dos seus filmes é manifesto  sobretudo desde O Acto da Primavera (1963), mantém-se na sua segunda longa-metragem de ficção, O Passado e o Presente (1971), não sem sofrer o ataque de críticas severas, e só nos seus filmes seguintes – justificado por abundantes considerações teóricas de comentadores e críticos –, é assumido e decididamente cultivado como forma de conteúdo.
A questão (a do filme "falado") é aqui implicitamente retomada e explicada pelo próprio Oliveira.
O filme estreia a 15 de outubro em França e a 17 de outubro de 2003 em Portugal.

## Sinopse
Rosa Maria (Leonor Silveira), professora universitária de História, embarca num cruzeiro, com destino a Bombaim, na Índia, juntamente com a sua filha, Maria Joana (Filipa de Almeida), com a finalidade de se irem encontrar com o marido de Rosa, que é aviador.
Rosa escolhe ir em cruzeiro, pois assim teria oportunidade de visitar lugares de que falava todos os dias aos seus alunos. Passam por Marselha, Nápoles e Pompeia. Visitam Atenas, onde são guiadas por um monge ortodoxo (Nikos Hatzopoulos). Visitam o Cairo, onde se cruzam com um português que não conheciam (Luís Miguel Cintra). Passam ainda por Istambul.
Quando se dirigem para o Golfo Pérsico, conhecem três personalidades importantes, Delfina (Catherine Deneuve), uma empresária francesa, Francesca (Stefania Sandrelli), uma cantora italiana e Helena (Irene Papas), professora e atriz grega. Travam também contacto com o comandante do navio, John Walesa (John Malkovich), um norte-americano de origem brasilo-polaca. Pela sua ascendência brasileira, fala um pouco de português e assim se entende com Rosa Maria e sua filha Maria Joana, à qual oferece uma boneca.
Nessa noite, Walesa organiza uma pequena festa com Delfina, Helena e Francesca, convidando também Rosa Maria e Maria Joana. Porém, a meio da festa, um segundo oficial (Ricardo Trepa) avisa o comandante que o navio corre sério perigo: existem duas enormes bombas-relógio a bordo. Pouco falta para explodirem.
É accionado o alarme de emergência: todos os passageiros e tripulantes correm em grande confusão para os botes salva-vidas. Maria Joana esquece-se da boneca no quarto e decide voltar atrás para a ir buscar. A mãe vai com ela. Quando querem abandonar o navio já os botes salva-vidas se tinham ido. O bote do comandante e dos oficiais fora o último. O segundo oficial sabe que as duas mulheres tentam abandonar o navio. Walesa entretanto ordena que as vão buscar, mas o segundo oficial avisa que já não é possível, pois faltam poucos segundos para a explosão.
Walesa grita em vão dizendo às mulheres para saltarem para a água. Ouve-se duas explosões. Os clarões projectam-se no rosto dos  oficiais. Aterrorisado, Walesa vê o que não queria ver.

## Enquadramento histórico
Uma professora de história em viagem de cruzeiro pelo Mediterrâneo segue a trama da civilização, vista como utopia do mundo actual. A linguagem criadora de civilização, a contradição de ser  português – o mais universalista dos europeus, o único que não fala a própria língua fora do seu país – ilustram a realidade da União Europeia.
Na verdade, o filme encara não a linguagem como acção criadora da civilização, mas sim o conjunto das acções humanas (a linguagem sendo apenas uma delas), sejam elas boas ou más, as fontes criadoras do processo civilizacional. Processo esse não-linear, contraditório e muitas vezes extremamente violento. Nesse sentido é eloquente o diálogo entre a mãe e a filha quando a primeira faz referências às guerras sucessivas, religiosas e económicas que acabaram por fundar o substrato cultural, não-homogéneo, do continente europeu, em que elementos da cultura greco-romana, árabe e de  várias religiões se misturam, e que seus respectivos povos ao longo dos séculos cultivaram. A linguagem aparece como elemento contraditório pois ela é, em primeira instância, a marca da diferenciação. Em segunda instância, (quando o processo civilizacional consegue avançar e as pessoas passam a compreender outras línguas que não a sua própria língua) assinala a possibilidade de real integração entre as pessoas e realidades culturais diferentes. O que o filme ilustra é exactamente o momento de ruptura entre os povos, pela incapacidade de se fazerem entender apenas através da língua.
No filme, não é o português o mais universalista dos europeus. Essa pretensão Manoel de Oliveira, do alto de sua imensa sabedoria, não a almejou. Muito pelo contrário. Ao discutir o papel da Grécia na formação da Europa e da própria civilização ocidental, a personagem que no filme representa a cultura helénica aponta a contradição: apesar dessa dívida imensa do mundo moderno aos gregos, a sua língua hoje em dia só é falada na própria Grécia. Ou seja, a linguagem, que num primeiro momento foi o veículo da transmissão dos ideais gregos de democracia, humanismo e filosofia, a partir de determinado instante perdeu importância, embora os valores por ela transmitidos tivessem perdurado.
Nenhum povo é mais ou menos universalista do que outro. Todos dão contribuições para o processo civilizacional, a partir de diferenças e de  experiências culturais específicas. É o assunto da conversa no restaurante, ao jantar, entre um americano, uma francesa, uma italiana e uma grega. Todos falam nas línguas pátrias e todos se entendem. Aliás, diz a professora, o português é falado não apenas num lugar, em Portugal, mas em várias e populosas regiões do mundo: na América do Sul, na África e na Ásia.
Não é a realidade da União Europeia a questão que o filme aborda mas, de forma bem mais ampla, a questão presente no mundo contemporâneo, a do choque civilizacional entre as culturas hegemónicas no mundo ocidental e no mundo árabe, o radicalismo crescente entre grupos representativos desses universos culturais.

## Elenco
- Leonor Silveira - Rosa Maria
- Filipa de Almeida - Maria Joana
- John Malkovich - Comandante John Walesa
- Catherine Deneuve - Delfina
- Stefania Sandrelli - Francesca
- Irene Papas - Helena
- Luís Miguel Cintra - El próprio
- Michel Lubrano di Sbaraglione - Pescador
- François Da Silva - Cliente do pescador
- Nikos Hatzopoulos - Padre ortodoxo
- António Ferraiolo - Cicerone em Pompeia
- Alparslan Salt - Cicerone do Museu de Santa Sophia
- Ricardo Trêpa - Agente
- David Cardoso - Agente
- Júlia Buisel - Amiga de Delfina

## Prémios e nomeações[1]
Festival de Veneza
| Ano  | Prémio       | Resultado |
| ---- | ------------ | --------- |
| 2003 | SIGNIS Award | Vencedor  |
| 2003 | Leão de Ouro | Nomeado   |

## Festivais
- Em 2003:
- Festival de Veneza (juntamente com Brumas, de Ricardo Costa)
- Festival de Montréal
- Festival de Toronto
- Festival de Chicago
- Festival de Haïfa
- Festival de Huelva – Competição Oficial
- Festival de DaKINO (Bucareste)
- Festival de Salónica (Grécia)
- Festival de Kerala - Índia
- Em 2004:
- Festival de Bangkok – Tailândia
- Festival Internacional de Filmes Latinos – Toronto
- Festival de «Black Nights» - Estónia
- Festival de Bratislava
- Festival de Belgrado Sérvie e Montenegro
- Festival de Mar del Plata
- Festival de Hong Kong
- Festival de Istanbul
- Festival de Gwangju - Coreia
- Festival de Lituânia
- Festival de Munique
- Festival de Frankfurt
- Festival de Copenhaga
- Festival de Baltic Pearl - Letónia
- Festival de Toronto
- Em 2005:
- Prémio «Olas de Oro» - Cinema RNE Sant Jordi (Espanha)